# Капитализъм: Любовна история
Капитализъм: Любовна история (на английски: Capitalism: A Love Story) е американски документален филм от 2009 г., режисиран и продуциран от Майкъл Мур. Сюжетът на историята се фокусира върху унищожителното влияние на корпоративната доминация върху всекидневния живот на американците.

## Сюжет
Под стихийната критика на автора попада цялата система на американския капитализъм. Възникват въпроси, съмнения и упреци за цената, която плаща Америка от любовта си към капитализма, отправени директно към Вашингтон и Уолстрийт. Режисьорът се фокусира върху проблемите и на обикновения човек, без да губи чувството си за хумор и с алтернативни гледни точки.
На филмовия фестивал във Венеция Майкъл Мур заявява: „Най-голямата ирония относно капитализма е, че капиталистите ще ти продадат и въжето, с което възнамеряват да се обесят. Всъщност ще ти дадат и пари за филм, който би ги направил да изглеждат лоши, стига това да им донесе печалба“.

## Награди и номинации
- Малък златен лъв и Open Prize на филмовия фестивал във Венеция (2009);
- Номинация за Златен лъв на филмовия фестивал във Венеция (2009);